# Mararna
Mararna este o arie protejată (arie specială de conservare — SAC, sit de importanță comunitară — SCI) din Suedia întinsă pe o suprafață de 41,2 ha, integral pe uscat.

## Localizare
Centrul sitului Mararna este situat la coordonatele 60°36′54″N 17°36′43″E / 60.6151°N 17.6119°E.

## Înființare
Situl Mararna a fost declarat sit de importanță comunitară în iulie 2000 pentru a proteja 1 specie de plante și 2 specii de animale. Situl a fost protejat și ca arie specială de conservare în martie 2011.

## Biodiversitate
Situată în ecoregiunea boreală, aria protejată conține 4 habitate naturale: Mlaștini turboase de tranziție și turbării mișcătoare, Taiga vestică, Mlaștini alcaline, Ape puternic oligomezotrofe cu vegetație bentonică cu Chara spp..
La baza desemnării sitului se află mai multe specii protejate:
- plante (1): moșișoare (Liparis loeselii)
- amfibieni (1): triton cu creastă (Triturus cristatus)
- nevertebrate (1): Vertigo geyeri